# Кшечаново
Кшечаново (пол. Krzeczanowo) — село в Польщі, у гміні Семьонтково Журомінського повіту Мазовецького воєводства.
Населення — 275 осіб (2011).
У 1975-1998 роках село належало до Цехановського воєводства.

## Демографія
Демографічна структура станом на 31 березня 2011 року:
|          | Загалом | Допрацездатний вік | Працездатний вік | Постпрацездатний вік |
| -------- | ------- | ------------------ | ---------------- | -------------------- |
| Чоловіки | 137     | 32                 | 93               | 12                   |
| Жінки    | 138     | 34                 | 79               | 25                   |
| Разом    | 275     | 66                 | 172              | 37                   |